# 35237 Matzner
35237 Matzner este un asteroid din centura principală de asteroizi.

## Descriere
35237 Matzner este un asteroid din centura principală de asteroizi. A fost descoperit pe 23 august 1995 la Observatorul din Ondřejov de Lenka Šarounová. Asteroidul prezintă o orbită caracterizată de o semiaxă mare de 2,76 ua, o excentricitate de 0,23 și o înclinație de 7,5° în raport cu ecliptica.